# Rhynchosia sublobata
Espèce
Synonymes
- Glycine sublobata Schum.[1]
- Rhynchosia caribaea sensu auct.[1]
- Rhynchosia inflata Bojer[1]
- Rhynchosia transjubensis Chiov.[1]

Rhynchosia sublobata est une espèce de plantes à fleurs de la famille des Fabaceae et du genre Rhynchosia, présente en Afrique tropicale. 

## Description
C'est une herbe pérenne rampante ou grimpante, avec un rhizome ligneux robuste, des tiges enroulées pouvant atteindre 2 m de longueur et des fleurs jaunes striées de rouge.

## Distribution
L'espèce est présente en Afrique tropicale, du Sénégal à l'Éthiopie et à la Somalie, également vers le sud en Namibie, au Botswana et au nord de l'Afrique du Sud, à l'exception des zones à fortes précipitations.

## Habitat
On la rencontre dans les zones semi-arides, les savanes arborescentes, les champs abandonnés, des endroits humides et ombragés, des clairières, des sols sableux, latéritiques, des marécages temporaires le long des cours d'eau .

## Utilisation
Récoltées à l'état sauvage, différentes parties de la plante sont employées en médecine traditionnelle. Les racines sont utilisées pour traiter des troubles respiratoires, hépatiques, cardiaques, la diarrhée, la dysenterie, les tiges comme émétiques. Avec les feuilles on soigne les troubles digestifs, les œdèmes, la goutte, avec les cendres de la plante différentes affections dermatologiques.